# Alexander Hrennikoff
Alexander Hrennikoff (1896 — 31 de dezembro de 1984) foi um engenheiro estrutural russo-canadense.
Foi um dos fundadores do método dos elementos finitos.

## Biografia
Nasceu na Rússia, com graduação no Institute of Communication Engineers em Moscou, com mestrado na Universidade da Colúmbia Britânica em 1933 e doutorado no Instituto de Tecnologia de Massachusetts em 1941. De 1933 até falecer foi professor de engenharia civil na Universidade da Colúmbia Britânica..

## Obra
Durante seu trabalho no Instituto de Tecnologia de Massachusetts desenvolveu a analogia da grade (em inglês:  lattice analogy), modelando estruturas formadas por membranas e placas como armações em forma de grade. Este trabalho recebeu pouca atenção na época de sua publicação, devido à não disponibilidade de computadores, sendo considerado frequentemente como o ponto chave resultando no de senvolvimento do método dos elementos finitos. Ele posteriormente estendeu a modelo da grade a problemas de flambagem de placas e cascas, também contribuindo com trabalhos fundamentais para o projeto plástico de estruturas metálicas.